# Ruiz Pineda (metro de Caracas)
Ruíz Pineda es una estación del metro de Caracas, ubicada en la Urbanización Leonardo Ruíz Pineda, Sector UD-7 de la Parroquia Ruíz Pineda. Se encuentra en las adyacencias de la estación Las Adjuntas y sirve de enlace con la estación Mamera. La misma se encuentra sobre un elevado, cuya antigua vía conectaba con la Carretera Caracas-Los Teques.

## Enláces externos
- Página del Metro de Caracas

- Datos: Q22673563